# باول كاري (لاعب هوكي الجليد)
باول كاري (بالإنجليزية: Paul Carey)‏ هو لاعب هوكي الجليد أمريكي، ولد في 24 سبتمبر 1988 في ويماوث في الولايات المتحدة.

## وصلات خارجية
- بول كاري على موقع دوري الهوكي الوطني (الإنجليزية)
- بول كاري على موقع EliteProspects.com (الإنجليزية)
- بول كاري على موقع HockeyDB.com (الإنجليزية)
- بول كاري على موقع Hockey-Reference.com (الإنجليزية)